# Autoridad de Variación Temporal
La Autoridad de Variación Temporal (AVT) (TVA, en inglés: Time Variance Authority) es una organización ficticia, un grupo de monitores de líneas del tiempo que aparecen en los cómics estadounidenses publicados por Marvel Comics. Apareció por primera vez en Thor vol. 1 # 372 (octubre de 1986). Creada por Walt Simonson y Sal Buscema, la organización originalmente era un homenaje al escritor y editor de Marvel y experto en continuidad Mark Gruenwald, ya que el personal de TVA eran todos clones de Gruenwald.
En el Universo cinematográfico de Marvel (MCU), los Chronicoms, basados en los Chronomonitor de la AVT de menor rango, se introducen en el final de la cuarta temporada de la serie ABC, Agents of S.H.I.E.L.D. en 2017, recurriendo hasta el final de la serie en 2020, mientras que la AVT aparece en la serie de Disney+, Loki  (2021 & 2023), el cortometraje promocional de Los Simpson, The Good, the Bart and the Loki, conformado principalmente por Ravonna Renslayer (interpretada por Gugu Mbatha-Raw) y Mobius M. Mobius (interpretado por Owen Wilson) y controlado por «He Who Remains» (interpretado por Jonathan Majors) a través de los Guardianes del Tiempo (con la voz por Majors) y Miss Minutes (con la voz de Tara Strong). La TVA también está presente en la película Deadpool & Wolverine (2024).

## Antecedentes ficticios
La TVA se responsabiliza de monitorear el multiverso y puede podar las líneas de tiempo si se considera que son demasiado peligrosas para existir. También toman medidas para evitar que otros seres alteren el pasado o el futuro. Fueron vistos por primera vez permitiendo que Justice Peace, un representante de la ley del futuro, viajara al siglo XX para detener al asesino Zaniac. Peace finalmente tiene éxito en su misión gracias a la ayuda de Thor.
A pesar de sus afirmaciones, la influencia de la TVA a lo largo del tiempo no es absoluta. El alcance de su influencia está rodeado por Alioth en el pasado distante, así como por Kang el Conquistador, el Consorcio Delubric y Revelación en diferentes épocas a lo largo del paisaje temporal. También ha habido numerosos incidentes de viajes en el tiempo o alteración de la realidad donde la TVA no ha podido interferir.
En el Fin de los Tiempos, el último Director de la TVA crea los Guardianes del Tiempo, los últimos tres seres que existen en la línea de tiempo restante en el universo; sin embargo, este proceso también termina creando los Tornados del Tiempo, un trío de seres que pusieron en peligro todas las realidades hasta que fueron detenidos por Thor y otros miembros de Los Vengadores.
A continuación, se ve a TVA utilizando el bufete de abogados para el que trabaja She-Hulk en varios casos. Los miembros del jurado de los casos se eliminan del tiempo poco antes de que realmente mueran, lo que minimiza los efectos en el flujo del tiempo. Esto también establece las tendencias de los viajeros en el tiempo a pasar por la codificación genética, también para minimizar el efecto en el flujo del tiempo. En particular, la lucha tiende a causar apariciones similares entre varios sujetos masculinos que se someten al proceso. Un acusado que es declarado culpable en uno de estos juicios es ejecutado con un arma llamada Retroactive Cannon, o Ret Can, que borra a la víctima, eliminando su existencia del universo y deshaciendo su nacimiento y toda su historia. La propia She-Hulk recibió esta dura sentencia, pero fue anulada como recompensa cuando ayudó a derrotar al villano Clockwise. (Esta arma es una referencia obvia a una continuidad retroactiva, o "retcon", una práctica utilizada por los narradores para agregar material previamente desconocido a un evento o eliminar material previamente establecido de un evento en una historia anterior).

## Empleados
Los empleados de TVA de menor rango, llamados cronomonitores, literalmente no tienen rostro. Se crean artificialmente, utilizando "tecnología cuántica": en el momento en que aparece una nueva realidad, se crea un nuevo agente sin rostro para monitorearla, junto con el equipo necesario (un dispositivo similar a una computadora personal, más un escritorio y una silla) para hacer esto.
Los gerentes clonados se parecen a Mark Gruenwald y, más tarde, a Tom DeFalco, ambos escritores de Marvel Comics desde hace mucho tiempo. El administrador recurrente más frecuente es Mobius M. Mobius, un clon de Gruenwald.
En ocasiones, la TVA contrata mercenarios para las misiones más peligrosas, como Justicia de Paz y Cabeza de Muerte. Estos mercenarios a menudo pierden extremidades, que la TVA reemplaza con piezas robóticas torpes. Otro ejemplo de su tecnología aparentemente anacrónica es una máquina del tiempo con forma de locomotora vieja. El profesor Justin Alphonse Gamble, un pastiche del Doctor, de Doctor Who, es un renegado de la TVA.

### Miembros del personal conocidos
- Sr. Alternidad[7] — alto directivo.
- Primer Secretario
- Profesor Justin Alphonse Gamble[5] — ex empleado, renunció y robó una de las cápsulas del tiempo.
- Justice Mills[1] — miembro que aparece brevemente en un flashback.
- El que permanece[8] — último sobreviviente de la Autoridad de Variación Temporal, presente al final de los tiempos.
- Mobius M. Mobius[9] — burócrata y un mando medio, el cual intentó disciplinar a los Cuatro Fantásticos por violaciones de las leyes de la TVA.
- Sr. Orobouros[10] — futuro clon de Sr. Paradox, dejó de existir cuando Clockwise usó el Cañón Retro-Activo en Paradox.
- Sr. Paradox[10] — dejó de existir cuando Clockwise lo atacó con el Cañón Retro-Activo.
- Sr. Tesseracto (Junior Management)[7] — subordinado a Mobius, fue asignado para reconstruir los datos perdidos de la Tierra-616.
- Guardianes del tiempo[11] – Un grupo de seres creados por El que permanece para proteger el tiempo.
- Administrador de Zona Horaria
- Departamento de Policía de la Autoridad de Variación Temporal[12] — acompañó a Justice Peace en un esfuerzo por capturar a Godwulf.
- Justice Peace[13] — exagente independiente; fue castigado por infracciones de viajes en el tiempo; actualmente es miembro de la Policía Federal y Unidades de Servicios Especiales con sede en Brooklynopolis.
- Justice Might, Justice Truth y Justice Liberty[14] — Tres oficiales que ayudaron a Mobius a recapturar a Los 4 Fantásticos mientras estaban sueltos dentro de la Zona de Tiempo Nulo.
- Justice Love[15] — Agente y socio de Justice Peace; parece tener formación jurídica.
- Justice Goodwill[16] — Oficial de la corte, dejó de existir cuando Clockwise lo atacó con el cañón retroactivo.

## En otros medios

### Universo cinematográfico de Marvel
- Los Chronicoms, basados en los cronomonitores de la AVT de menor rango, aparecen en la serie del Universo Cinematográfico de Marvel (MCU) / ABC, Agents of S.H.I.E.L.D.
- La Autoridad de Variación Temporal aparece en la serie del MCU / Disney+, Loki (2021),[17] con Mobius M. Mobius interpretado por Owen Wilson,[18] «He Who Remains»[nota 2] interpretado por Jonathan Majors[19] (quien también proporcionó las voces no acreditadas de los Guardianes del Tiempo),[20] y los miembros exclusivos Cazadora B-15 interpretada por Wunmi Mosaku,[21] Cazadora C-20 interpretada por Sasha Lane,[22] el recepcionista Casey interpretado por Eugene Cordero,[23] y Ouroboros "O.B." (que está basado libremente en el Sr. Ouroboros) interpretado por Ke Huy Quan.[24] Además, Ravonna Renslayer (interpretada por Gugu Mbatha-Raw[21]) se desempeña como jueza dentro de la AVT y la organización tiene una mascota de reloj antropomórfico animada llamada Miss Minutes (a quién Tara Strong le da voz[25]) quien instruye a los nuevos agentes de TVA. 
  - Esta versión de la organización fue creada por «He Who Remains», quien buscó evitar que surgieran variantes multiversales malvadas de sí mismo después de que una "guerra multiversal" librada entre ellos lo llevó a destruir el multiverso para detenerlos, manteniendo bajo control la "Sagrada Línea de Tiempo". Al construir la AVT, extrajo variantes de varias personas de todas las épocas, borró sus recuerdos, les hizo creer que ellos y la AVT fueron creados por los Guardianes del Tiempo y construyó androides para que sirvieran como Guardianes del Tiempo. En el final de la primera temporada «For All Time. Always.», «He Who Remains» se encuentra con Loki y Sylvie, pero es asesinado por Sylvie, lo que crea un nuevo multiverso para formarse, lo que hace que la Sagrada Línea de Tiempo quede expuesta a él. Sin estar preparada para lidiar con el multiverso, la AVT corre peligro de destrucción, hasta que Loki, que cree que la AVT es la mejor protección contra las infinitas variantes de Kang, encuentra una manera de salvarla.[26]
- El logotipo de la AVT apareció en "Whose Show Is This?", el noveno episodio de la serie de Disney+, She-Hulk: Attorney at Law (2022).
- La AVT aparece en Deadpool & Wolverine (2024),[27]con Paradox (que está basado libremente en Mr. Paradox) interpretado por Matthew Macfadyen.[28]En la película, Paradox recluta a Wade Wilson, quien se retiró como Deadpool y ahora es vendedor de autos después de romper con su novia Vanessa, quien le ofrece un lugar en la Tierra-616 aunque a costa de su propia línea de tiempo Tierra-10005 debido a que había perdido su "ser ancla" Logan más conocido como Wolverine. Sin embargo, Wilson se niega y roba el TemPad de Paradox para eventualmente encontrar un reemplazo de Logan, uno que no pudo salvar su propia línea de tiempo, lo que llevó a que ambos fueran podados en el Vacío. Mientras están allí, entran en conflicto con Cassandra Nova, quien se entera de un dispositivo "Time Ripper" capaz de matar líneas de tiempo por piedad que planea usar en todas las líneas de tiempo. Con la ayuda de una resistencia del Vacío formada por variantes de otros superhéroes, Wilson y Logan dominan a Nova, pero se enteran de la traición de Paradox y escapan a la AVT para comenzar su plan. Sin embargo, ella es finalmente detenida por Wilson y Logan como Paradox que es arrestado por Cazadora-B15 por violar las leyes de la AVT, y ellos continuarán trabajando para la AVT. El tráiler también incluye easter eggs que insinúan varias variantes de Deadpool, como Lady Deadpool y Dogpool.[29][30]

### Televisión
- La Autoridad de Variación Temporal (AVT), modelada a partir de la versión MCU, aparece en el cortometraje The Good, the Bart and the Loki, publicado en el servicio Disney+.